# Parafia św. Stanisława Kostki w Pułtusku
Parafia pw. Świętego Stanisława Kostki w Pułtusku – parafia rzymskokatolicka należąca do dekanatu pułtuskiego, diecezji płockiej, metropolii warszawskiej. Została erygowana 3 maja 1977. Kościół parafialny został zbudowany w latach 1531–1539, staraniem archidiakona pułtuskiego Mikołaja Brolińskiego.
Proboszczem jest ks. kan. Janusz Zdunkiewicz.

## Zasięg parafii

### Miejscowości i ulice
W granicach parafii znajduje się północną część Pułtuska.